# U-421
El submarí alemany U-421 va ser un submarí tipus VIIC construït per a la Kriegsmarine de l'Alemanya nazi per al servei durant la Segona Guerra Mundial. Se li va posar la quilla el 20 de gener de 1942 a Danziger Werft, Danzig amb número de drassana 122, avarat el 24 de setembre de 1942 i entrà en servei el 13 de gener de 1943 sota l'Oberleutnant zur See Hans Kolbus.

## Disseny
Els submarins alemanys de tipus VIIC van ser precedits pels submarins de tipus VIIB més curts. L'U-421 tenia un desplaçament de 769 tones (757 tones llargues) quan estava a la superfície i de 871 tones (857 tones llargues) mentre estava submergit. Tenia una longitud total de 67,10 m (220 peus 2 polzades), una longitud del casc a pressió de 50,50 m (165 peus 8 polzades), una mànega de 6,20 m (20 peus 4 polzades), una alçada de 9,60 m (31 peus 6 polzades) i un calat de 4,74 m (15 peus 7 polzades). El submarí estava propulsat per dos motors dièsel sobrealimentats de sis cilindres i quatre temps Germaniawerft F46, produint un total de 2.800 a 3.200 cavalls de potència (2.060 a 2.350 kW; 2.760 a 3.160 shp) per al seu ús a la superfície, dos motors elèctrics de doble efecte Siemens-Schuckert GU 343/38–8 que produïen un total de 750 cavalls de potència (75500 kW); shp) per utilitzar-lo submergit. Tenia dos eixos i dues hèlixs d'1,23 m (4 peus). El vaixell era capaç d'operar a profunditats de fins a 230 metres (750 peus).
El submarí tenia una velocitat màxima en superfície de 17,7 nusos (32,8 km/h; 20,4 mph) i una velocitat màxima submergida de 7,6 nusos (14,1 km/h; 8,7 mph). Quan estava submergit, el vaixell podia operar durant 80 milles nàutiques (150 km; 92 milles) a 4 nusos (7,4 km/h; 4,6 mph); mentre que a la superfície podia viatjar 8.500 milles nàutiques (15.700 km; 9.800 milles) a 10 nusos (19 km/h; 12 mph).
L'U-421 estava equipat amb cinc tubs de torpedes de 53,3 cm (21 polzades) (quatre muntats a la proa i un a la popa), catorze torpedes, un canó naval SK C/35 de 8,8cm (3,46 polzades), 220 projectils i un canó antiaeri C/30 de 2 cm (0,79 polzades). El vaixell tenia una tripulació de d'entre 44 i 60 oficials i mariners.

## Historial de serveis
La carrera del vaixell va començar amb l'entrenament a la 8a Flotilla de submarins el 13 de gener de 1943, seguida del servei actiu l'1 de novembre de 1943 com a part de la 9a Flotilla. L'1 d'abril de 1944, es va traslladar a la 29a Flotilla per a operacions al Mediterrani durant la resta del seu servei. En dues patrulles no va enfonsar cap vaixell.

### Destí
L'U-421 va ser enfonsat el 29 d'abril de 1944 al Mediterrani a la posició 43° 07′ N, 05° 55′ E / 43.117°N,5.917°E al port militar de Toló, França, en un atac aeri d'avions nord-americans.

## Llopades
L'U-421 va participar en sis llopades:
- Coronel (4-8 de desembre de 1943)
- Coronel 1 (8-14 de desembre de 1943)
- Coronel 2 (14-17 de desembre de 1943)
- Föhr (18-23 de desembre de 1943)
- Rügen 6 (23-26 de desembre de 1943)
- Hela (28 de desembre de 1943 - 1 de gener de 1944)